# José António Simões Raposo
José António Simões Raposo (Lagoaça, Freixo de Espada à Cinta, 29 de abril de 1840 — Lisboa, 18 de junho de 1900) foi um professor e pedagogo, director da Escola Normal Primária de Lisboa, professor e subdirector da Casa Pia.

## Biografia
José António Simões Raposo nasceu em Lagoaça, concelho de Freixo de Espada à Cinta, distrito de Bragança. Filho de Martinho Caetano Simões Raposo e de Maria da Conceição Linhares Morgado Raposo, um casal de proprietários rurais descendente de famílias ilustres de Trás-os-Montes. Aos 23 anos de idade foi admitido como "aluno pensionista" (em internato) da Escola Normal Primária de Lisboa, cuja instituição masculina funcionava então em Marvila.
Frequentou a Escola Normal nos anos de 1863 e 1864, obtendo aprovação com distinção nos elementar e complementar e completando as habilitações para as funções de professor de segundo grau em 1865. Terminado o curso, fixou-se em Lisboa e a partir de 1866 empregou-se como professor na Casa Pia de Lisboa, funções que manteria até falecer.
Na Casa Pia foi nomeado para o cargo de "Provisor de Estudos", encarregado da organização, direcção e inspecção dos estudos na instituição, executando então uma importante reformulação do currículo e dos métodos de ensino ali seguidos. Cuidadoso na avaliação das medidas que introduzia nos ensino, elaborou relatórios circunstanciados sobre a organização de estudos e sobre os diferentes trabalhos escolares e seus resultados. Uma das inovações introduzidas por Simões Raposo foi a progressão de estudos por classes graduadas, então novidade em Portugal, que se alargaria progressivamente a todo o sistema de ensino português.
Simões Raposo pertenceu à primeira geração de professores normalistas, coube-lhe contribuir para a formação de novos professores e a partir de 1870 passou a desempenhar funções nas Escolas Normais de Lisboa, masculina e feminina, participando activamente na formação docente. Na Escola Normal do sexo feminino, no Calvário, foi professor de Pedagogia e Métodos e na Escola Normal masculina desempenhou funções de professor de Pedagogia. Na acção docente defendia o ensino pelo Método de Froebel, do alemão Friedrich Fröbel, fundador do primeiro jardim-de-infância (Kindergarten).
Em 1877 foi nomeado subdirector da Casa Pia, cargo que acumularia com a sua actividade docente e com as múltiplas iniciativas cívicas em que se envolveria. As suas funções directivas na Casa Pia permitiram-lhe executar ali um importante conjunto de reformas que serviram como demonstração prática da metodologia educativa que defendia.
Em Outubro de 1880 foi nomeado inspector do Ensino Primário da 1.ª Circunscrição, então com sede na cidade do Porto. Nessas funções teve um papel decisivo na dinamização das "conferências pedagógicas" e na acção em prol do ensino normal. Manteria funções inspectivas até ao fim da sua vida, sendo também membro da Comissão Inspectora das Escolas Normais de Lisboa, funções em que teve um papel determinante na defesa da qualidade do ensino normal e na preservação das Escolas Normais enquanto entidades formadoras para o magistério primário.
Para além das suas funções profissionais, Simões Raposo manteve intensa actividade cívica e política, sendo membro de múltiplas instituições e participando activamente na vida política de Lisboa. Nesse âmbito, foi vereador da Câmara Municipal de Belém, com o pelouro da instrução pública, presidente do Grémio Popular de Lisboa, sócio fundador da Associação dos Jornalistas e Escritores Portugueses e um dos sócios fundadores da Sociedade de Geografia de Lisboa, secretário da secção de ensino geográfico da instituição. Também desenvolveu intensa actividade como conferencista, na Sociedade de Geografia de Lisboa e em diversas instituições de que era membro, e fez parte da Comissão de Imprensa que se encarregou de promover o Tricentenário de Camões.
Sendo uma personalidade prestigiada em Portugal e no estrangeiro e gozando de aceitação generalizada entre educadores e políticos, fez parte de diversas comissões encarregues de estudar assuntos pedagógicos e foi escolhido pelo Governo para representar Portugal em vários eventos internacionais. Nesse contexto foi enviado à Exposição Universal de Viena, em 1873, e à Exposição Universal de Paris de 1878. A sua participação nesta última exposição, para onde levou trabalhos executados pelos alunos da Casa Pia de Lisboa, valeu-lhe a concessão do grau de oficial da Academia Francesa em resultado da qualidade dos trabalhos apresentados, que mereceram ser arquivados e guardados no Museu Pedagógico de Paris.
Também participou como delegado português no Congresso Internacional Pedagógico, realizado no ano de 1880 em Bruxelas, aproveitando a deslocação para visitar Escolas Normais da Bélgica, França, Suíça e Espanha. Em 1882 representou Portugal no Congresso Pedagógico de Madrid, onde proferiu conferências em castelhano e foi feito sócio honorário da Associação Geral do Professorado Espanhol (Asociación General del Profesorado Español de Primera Enseñanza). Já em 1892, participou como conferente no Congresso Pedagógico Hispano-Português-Americano proferindo uma conferência a convite de Bernardino Machado, vice-presidente da comissão organizadora.
Uma das comissões mais importantes de que fez parte foi a destinada a organizar e propor os projectos de regulamentos e programas de ensino primário. Aquela comissão, criada por decreto de 1 de Julho de 1880, incluía, entre outros, Luís Filipe Leite, José Joaquim da Silva Amado e Luís Leite Pereira Jardim, 1.º conde de Valenças.
Também no âmbito da sua actividade política, nas eleições gerais de 6 de Março de 1887 candidatou-se a deputado pelo círculo eleitoral de Lisboa, apresentando-se como candidato pelo "professorado primário". Porém, a candidatura não teve êxito e não foi eleito.
Nos últimos anos da sua vida dirigiu a Escola Normal Primária de Lisboa, acumulando a direcção das escolas masculina e feminina, num prelúdio daquilo que seria a fusão das instituições em 1919.
José António Simões Raposo faleceu a 18 de Junho de 1900. Deixou um importante legado na consolidação do sistema de ensino, em particular na Casa Pia de Lisboa, no fortalecimento do ensino normal e no associativismo docente.

## Obras publicadas
Para além de uma vasta obra dispersa por periódicos de diversas cidades, com destaque para os de índole pedagógica e os destinados especificamente ao professorado, publicou as seguintes monografias:
- Relatório das Aulas da Real Casa Pia de Lisboa. Lisboa, 1869; idem, 1874; idem, 1878; idem, 1881; idem 1882; idem, 1883; idem, 1884 (nestes relatórios o de 1869 e o de 1881 são os mais volumosos; o de 1869, apresenta um plano de estudos e no de 1881 os resultados obtidos);
- Tabelas ou Parietais de Leitura. Lisboa, 1866 (nova edição em 1884);
- Ciência para Todos.... Lisboa, 1870;
- Curso Elementar de Escrita. Lisboa, 1877 (reedição em 1880; 3.ª ed. em 1882; 4.ª ed. 1884);
- Instrução Popular (obra em três partes, com gravuras: Primeiro, Segundo e Terceiro Livro da Escola). Lisboa, 1877 (o terceiro livro teve mais duas edições, em 1880 e 1881);
- Conferências Pedagógicas. Relatório das Conferências de Lisboa em 1883. Lisboa, Tipografia de Matos Moreira, 1884;
- Conferências Pedagógicas do Porto. Porto, 1885.
- Selecta. Funchal, 1881 (obra de Henrique Augusto da Cunha Soares Freire com introdução de Simões Raposo).